# Call of Juarez: Gunslinger
Call of Juarez: Gunslinger je střílečka z první osoby na téma divokého západu. Je to čtvrtá hra v sérii Call of Juarez. Gunslinger byl oznámen na PAX 2012 a vyšel 22. května následujícího roku na PlayStation, Steam (PC) a Xbox Live. Na rozdíl od svého předchůdce Call of Juarez: Cartel se Call of Juarez: Gunslinger vrací zpět do tradičního prostředí divokého západu a nabízí tři jedinečné herní režimy (příběh, arkádový mód a duel). Příběhem se stává život Silase Greavese. (lovec odměn)
Tato hra (stejně jako Cartel) byla odstraněna ze Steamu, Xbox Live a PlayStationu v březnu 2018 kvůli sporu o publikování s Ubisoftem. Ale měsíc poté byla vrácena zpět na všechny internetové obchody, přičemž jediným vydavatelem byl Techland. Nintendo Switch verze byla vydána 10. prosince 2019. Tato hra obdržela velmi pozitivní recenze, kritici vychvalovali vynikající vypravěčský obrat, rychlé tempo a arkádový styl přestřelek, kvalitní dabing. Avšak kritizovali dlouhou dobu načítání a občasné crashe, předvídatelné konce a plytké bitvy s bossy.

## Gameplay
Call of Juarez: Gunslinger je lineární střílečka z pohledu první osoby. Stejně jako v předchozích hrách Call of Juarez i tato hra spočívá v plnění úkolů, umožňující postupovat dál v příběhu. Základní herní prvky této série, jako jsou bullet-time a gunslinger duely, se vrátily. Novým prvkem je schopnost příležitostně uhnout kulkám.
Hráč může získat zkušenosti a vylepšovat své dovednosti, můžete se specializovat na duální pistole, brokovnice nebo pušky.
Ve hře můžeme najít tajné sběratelské předměty zvané "Nuggets of truth", které poukazují na historické pravdy za Silasovým životem.
Kromě story módu je tu mód zvaný Arcade, ve kterém může hráč bojovat proti vlnám nepřátel, a mód zvaný Duel, ve kterém si může hráč opakovat klasické westernové duely.

## Děj
V roce 1910, starý legendární lovec odměn jménem Silas Greaves, vstoupil do sálonu v Abilene v Kansasu, kde začal vyprávěl své příběhy výměnou za pití zdarma. Posluchači Steve, Jack a teenager jménem Dwight, kteří byli zpočátku ohromeni Silasovým vyprávěním, začali v průběhu času ztrácet důvěru v jeho příbězích a začaly je „štvát“ jeho absurdní příběhy, ve kterých si připisuje zásluhy za zabití legendárních psanců jako je Butch Cassidy nebo Newman Haynes Clanton. Na konci vyprávěni, když už posluchači byli zlostí bez sebe, Silas odhalí, že barman jménem Ben je ve skutečnosti Roscoe Bob Bryant, jeden ze tří vrahů, kteří zabili Silasovy bratry. Touhou po pomstě se Silas vydal na cestu lovce odměn. Hráč pak dostane možnost vyzvat barmana na duel nebo nechat Boba odejít.
Konec odhalí, že Dwight je ve skutečnosti Dwight Eisenhower na cestě do West Pointu. Pokud si hráč vybere možnost "nechat Boba odejít" a odpustí mu jeho činy, tak Silas odhalí, že úmyslně přeháněl aby odhalil, že Bob je doopravdy Roscoe. Silas se pak ptá Dwighta, co má v plánu se svým životem, a když zjistí, že se chce stát vojákem, tak mu řekne: "Well, you do it right then, son. Don't tear down the world out of anger and spite like I did. You build it up. You do something decent with your life. You hear me?" a na to Dwight odpoví: "Sir, yes sir". A vydává se na cestu stát se 34. prezidentem Spojených států. Ale pokud si hráč vybere možnost "vyzvat Boba na duel", ve kterém samozřejmě zvítězí Silas, tak všichni v salonu se začnou Silase bát a Dwight bude velmi znepokojený. Což znamená, že by se nestal prezidentem.

## Hodnocení
Call of Juarez: Gunslinger obdržel pozitivní reakce. Web zvaný Metacritic udělil PC verzi 79/100, Xbox 360 verzi 76/100, a PlayStation 3 verzi 75/100. Colin Moriarty z IGN dal 7.5/10, ocenil vynikající vypravěčský obrat, rychlé tempo a arkádový styl přestřelek, kvalitní dabing. Avšak kritizoval dlouhou dobu načítání a občasné crashe. Mark Watson z GameSpot ocenil hru 8/10. Jim Sterling z Destructoid udělil 8.5/10. Lorenzo Veloria z GamesRadar dal hře 3.5/5 a Edge dal 7/10.